# Jaume Arenas i Mauri
Jaume Arenas i Mauri (Argentona, 1925 - 29 d'agost de 2014) va ser un activista cultural català. Va ser mecànic ajustador a Mataró, operari en un taller de muntatge i reparació de bicicletes, i establert a Argentona, creà l'equip de ciclisme Ciclos Arenas. Va ser titular d'una empresa d'impremta, treballant com caixista i maquinista des de 1949 fins a 1979. Participà com a redactor, a la revista municipal Ecos el 1948. El 1950 fou soci fundador del grup Amics d'Argentona, promotors de la Festa del Càntir. Va ser soci fundador de l'Associació Catalana en pro de la Justícia i directiu de 1991 a 1997. Va ser jutge de pau d'Argentona, des de l'11 d'octubre de 1985 fins a la seva mort. El 2008 va rebre la Creu de Sant Jordi pel foment de l'associacionisme i la cultura popular i tradicional.